# 456. pehotni polk (Wehrmacht)
456. pehotni polk (izvirno nemško Infanterie-Regiment 456) je bil eden izmed pehotnih polkov v sestavi redne nemške kopenske vojske med drugo svetovno vojno.

## Zgodovina
Polk je bil ustanovljen 26. avgusta 1939 kot polk 4. vala v Döbelnu z reorganizacijo nadomestnih bataljonov I. in II. 102. in I. 101. pehotnega polka; polk je bil dodeljen 256. pehotni diviziji.
20. novembra 1940 sta bila štab in III. bataljon dodeljena 686. pehotnemu polku; obe enoti so nadomestili. 15. oktobra 1942 je bil polk preimenovan v 456. grenadirski polk. 